# Marc-Emmanuel
Marc-Emmanuel ou Marc Emmanuel, surnommé Marc-Em, de son nom complet Marc-Emmanuel Dufour, né le 1er janvier 1965 à Fontenelle dans l'Aisne, est un animateur de télévision et chauffeur de salle français.

## Activité professionnelle
Au début des années 2000, il est chauffeur de salle dans Le Bigdil. Du 1er septembre 2008 au 6 février 2009, il est chroniqueur dans l'émission Service Maximum de Julien Courbet diffusée sur France 2, dans laquelle il présente la rubrique Tous pour un. À partir du 3 octobre 2009, son ancienne rubrique devient une émission à part entière sur TF1 : Tous ensemble. Elle est en partie inspirée de l'émission américaine Les Maçons du cœur. TF1 met fin à l'émission en 2015.
En 2013 et en 2014, il est un des candidats du Grand Concours des animateurs.

## Activité caritative
Le 1er janvier 2013, Le Dauphiné libéré rapporte qu'il va créer une fondation, à Saint-Jeoire (dont sa famille est originaire,), dont le but sera dans la continuité de la ligne éditoriale de Tous ensemble notamment. Il recherche des mécènes. Cette fondation existe depuis 2016. Elle s'appelle L'armée des Anges.
Célibataire et sans enfants, il vit entre Paris et la Haute-Savoie,. Il est propriétaire d'un grand bâtiment, situé à Saint-Jeoire, qu'il a acheté en 2003.

## Télévision
- 2008 - 2009 : Service Maximum
- 2009 - 2015 : Tous ensemble
- 8 mars 2013 :  Le Grand Concours des animateurs
- 2013 : Nos chers voisins fêtent l'été : un artisan
- 31 mai 2014 : Le Grand Concours des animateurs
- 2014 : Stains beau pays et les filles descolarisé, l'hypercompétition : Flighter, le cow-boy
- 29 août 2014 : Le Grand Concours des animateurs
- 16 avril 2015 : Le Maillon faible
- 18 juillet 2015 : Fort Boyard
- Depuis 2016 : Tous pour un
- 2017 : La Dream Company

## Filmographie

### Comme créateur
- 1991 : Génial, mes parents divorcent ! de Patrick Braoudé
- 1994 : Un indien dans la ville d'Hervé Palud
- 1995 : Les Trois Frères des Inconnus
- 1996 : Le Plus Beau Métier du monde de Gérard Lauzier
- 1997 : Quatre Garçons pleins d'avenir de Jean-Paul Lilienfeld
- 1997 : Bouge! de Jérôme Coreau
- 1997 : Héroïnes de Gérard Krawczyk
- 1998 : Ça reste entre nous de Martin Lamotte
- 1998 : Bimboland d'Ariel Zeitoun
- 1999 : Mauvaises Fréquentations de Jean-Pierre Améris
- 2000 : Meilleur Espoir féminin de Gérard Jugnot
- 2000 : Coyote Girls de David McNelly
- 2001 : Gamer de Patrick Lévy
- 2002 : Trois Zéros de Fabien Onteniente
- 2006 : Quand j'étais chanteur de Xavier Gianolli
- 2007 : J'aurais voulu être un danseur d'Alain Berliner
- 2007 : Demandez la permission aux enfants d'Éric Civanyan
- 2007 : Les Deux Mondes de Daniel Cohen